# جسی کارور
جسی کارور (هلندی: Jesse Carver؛ ۷ ژوئیهٔ ۱۹۱۱ – ۲۹ نوامبر ۲۰۰۳) یک بازیکن فوتبال اهل انگلستان بود.